# Onciale 0165
- Papyrus
- Onciale
- Minuscules
- Lectionnaire

Le Codex 0165, portant le numéro de référence 0165 (Gregory-Aland), est un manuscrit du Nouveau Testament sur parchemin écrit en écriture grecque onciale.

## Description
Le codex se compose d'un folio. Il est écrit en deux colonnes, de 32 lignes par colonne, 18-19 lettres par ligne. Les dimensions du manuscrit sont 19 x 16,5 cm. Les paléographes datent ce manuscrit du Ve siècle,. Il a esprits et accents.
C'est un manuscrit contenant le texte incomplet des Actes des Apôtres (3,24-4,13.17-20). 
Le texte du codex représenté est de type mixte. Kurt Aland le classe en Catégorie III. 
Lieu de conservation
Il est actuellement conservé aux Musées nationaux de Berlin (P. 13271).